# جاكلين لورانس
جاكلين لورانس (بالإنجليزية: Jacqueline Lawrence)‏ هي كاياكيرة أسترالية، ولدت في 25 أبريل 1982 في بريزبان في أستراليا.

## وصلات خارجية
- جاكلين لورانس على موقع اللجنة الأولمبية الدولية (الإنجليزية)
- جاكلين لورانس على موقع أوليمبيديا (الإنجليزية)
- جاكلين لورانس على موقع اللجنة الأولمبية الأسترالية (الإنجليزية)